# Trentepohlia nigroapicalis
Trentepohlia nigroapicalis är en tvåvingeart som först beskrevs av Enrico Adelelmo Brunetti 1912.  Trentepohlia nigroapicalis ingår i släktet Trentepohlia och familjen småharkrankar. Inga underarter finns listade i Catalogue of Life.